# 旧罗祖瓦
旧罗祖瓦（法語：Rozoy-le-Vieil，法語發音：[ʁozwa lə vjɛj]）是法国卢瓦雷省的一个市镇，属于蒙塔日区。

## 地理
旧罗祖瓦（48°7'28"N, 2°56'44"E）面积8.14 平方千米，位于法国中央-卢瓦尔河谷大区卢瓦雷省，该省份为法国中北部省份，北起埃松省，西北接厄尔-卢瓦省，西南接卢瓦-谢尔省，南至涅夫勒省和谢尔省，东临约讷省，东北接塞纳-马恩省。
与旧罗祖瓦接壤的市镇（或旧市镇、城区）包括：勒比尼翁米拉博、莱-贝特河畔巴尔佐谢、埃尔沃维尔、梅兰维尔、加蒂奈地区佩尔。

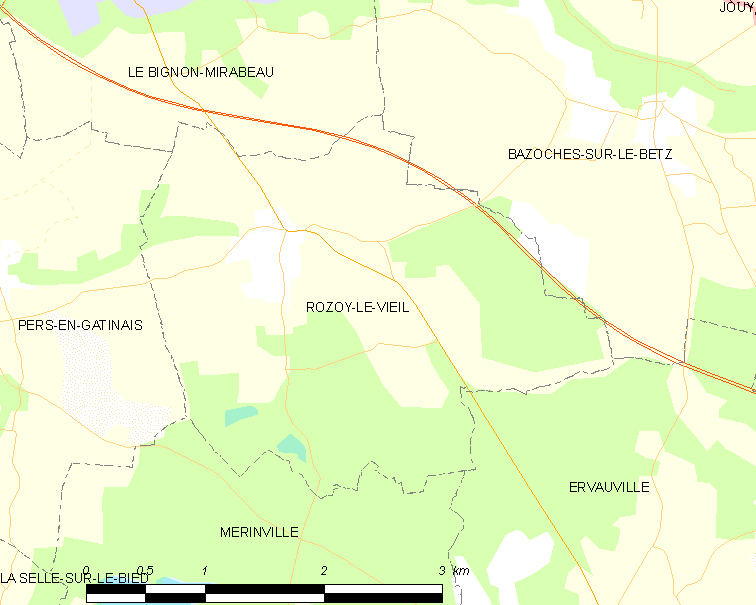
旧罗祖瓦的OSM定位图

旧罗祖瓦的时区为UTC+01:00、UTC+02:00（夏令时）。

## 行政
旧罗祖瓦的邮政编码为45210，INSEE市镇编码为45265。

## 政治
旧罗祖瓦所属的省级选区为库特奈县。

## 人口

1962-2008年间旧罗祖瓦人口变化图示

旧罗祖瓦于2022年1月1日时的人口数量为398人。